# Jost von Silenen
Jost von Silenen (Küssnacht, 1435 o 1445 – Francia, 1498) è stato un vescovo cattolico svizzero.

## Biografia
Studiò diritto civile e canonico presso l'università di Pavia. A partire dal 1472 von Silenen si trasferì presso la corte del re Luigi XI di Francia come rappresentante della Confederazione Svizzera. Su incarico del sovrano francese contribuì a siglare l'accordo di pace del 1474 tra gli svizzeri e il duca Sigismondo d'Austria. L'anno seguente divenne coadiutore di Grenoble. Grazie ai servigi resi alla corona francese per l'assegnazione della Franca Contea dopo la sconfitta di Carlo il Temerario, nel 1477, von Silenen fu nominato vescovo di Grenoble.
Nel 1482 fu proclamato vescovo di Sion con l'appoggio della dieta vallesana. Nel 1484, alla testa delle milizie vallesi, valicò le Alpi e saccheggiò la val d'Ossola sino a Domo. Tre anni dopo cercò nuovamente di ripetere l'impresa, tuttavia il suo piano di conquista fallì quando il suo esercito fu fermato e sconfitto dalle truppe milanesi presso Crevola e Masera.
Dopo la sconfitta patita e la pace siglata con Milano, l'autorità di von Silenen fu insidiata dall'ascesa di Georges Supersaxo. Con l'occupazione della città di Sion nel 1496 da parte delle milizie di Briga, Goms e Visp, il vescovo si vide costretto a fuggire a Lione. L'anno seguente, privato ufficialmente della sua carica, fu nominato vescovo titolare di Gerapoli.